# Сен-Жюльен-ан-Женевуа (округ)
Сен-Жюльен-ан-Женевуа (фр. Saint-Julien-en-Genevois) — округ (фр. Arrondissement) во Франции, один из округов в регионе Рона-Альпы. Департамент округа — Верхняя Савойя. Супрефектура — Сен-Жюльен-ан-Женевуа.
Население округа на 2006 год составляло 148 664 человек. Плотность населения составляет 225 чел./км². Площадь округа составляет всего 660 км².